# Kato Kato
Kato Kato è un film del 2006, diretto da Idrissa Ouédraogo.

## Trama
La piccola Korotimni, di tre anni, è malata. Le medicine costano molto, e i genitori della bambina, Azeta ed il marito Ali, maestro di scuola, in seguito anche ad altre spese impreviste, faticano a procurare il denaro necessario. Alì è costretto a vendere il proprio motorino, ma i soldi gli vengono rubati per strada dalla quattordicenne Bintou, che fa parte di una malandata banda giovanile insieme ai coetanei Bill e Sam.
Qualche tempo dopo Azeta e Ali si imbattono casualmente in Bintou per le vie di Ouagadougou; Azeta grida "al ladro!" e la ragazzina scappa, inseguita anche da alcuni passanti collaborativi, e finisce per essere investita da un'auto. Le sue condizioni, all'ospedale, appaiono critiche: la giovane è in coma, e, a detta dei medici, qualora si riprendesse manifesterebbe, almeno inizialmente, degli squilibri comportamentali. Ali e Azeta si sentono in colpa, e cercano, con l'aiuto di un ufficiale della polizia, vecchio compagno di scuola di Ali, di rintracciare i genitori della ragazza, che non aveva con sé alcun documento al momento dell'incidente.
Mentre Azeta si fa prestare del denaro dal proprio padre, e Korotini è sulla via della guarigione, Bintou viene dimessa, senza che ne siano stati rintracciati parenti, e Ali non trova di meglio da fare che portarla a casa propria. Presto il comportamento di Bintou provoca un conflitto con Azeta che, esasperata, lascia la casa coniugale con la figlia per recarsi dal padre.
Bil e Sam, per altri motivi, vengono fermati dalla polizia, e col loro aiuto Ali riesce a mettere insieme alcune tessere del mosaico della sfortunata vita di Bintou. Seguono alterne vicende, nel corso delle quali Bintou scappa per poi ritornare, Azeta si stabilisce di nuovo dal marito, e Ali riceve una nota di biasimo da parte di Dabiré, il tirannico direttore della scuola in cui lavora (che peraltro maltratta la moglie, costretta su una sedia a rotelle).
Bintou, priva della parola dal momento dell'incidente, ora abita stabilmente con la famiglia di Ali, e suoi rapporti con Azeta si sono appianati. Ma Ali, per un alterco con Dabiré, è sospeso almeno temporaneamente dall'insegnamento, e Azeta, per far quadrare il bilancio famigliare, inizia a lavorare come segretaria. La moglie di Dabiré lascia il marito, rinfacciandogli i maltrattamenti e il fatto di aver cacciato di casa, tempo prima, la propria figlia.
Bintou ritrova improvvisamente la parola quando, guardando un notiziario televisivo, scoppia a piangere gridando "Mamma, mamma!". Nel telegiornale si riporta la notizia di una donna parzialmente disabile uccisa dal marito, che non è altri che Dabiré. Bintou racconta allora tutta la sua storia pregressa: già orfana di padre, la ragazzina era andata ad abitare con la madre e il suo secondo marito, Dabiré, che aveva tentato di violentarla. Non riuscendovi, l'aveva scacciata di casa, e da allora aveva avuto inizio, causata dal bisogno, la sua misera odissea nella microcriminalità.
Ali viene reintegrato nella sua mansione di insegnante, e lui e Azeta adottano legalmente Bintou.